# Manuel Vicente del Solar
Manuel Vicente del Solar Gabás (27 de octubre de 1837-20 de abril de 1926) nació en Lima y fue hijo de Juan del Solar Santistevan (1803-1869) y Manuela Gabás. Don Manuel Vicente fue un exitoso hacendado en Pisco donde se encontraba la Hacienda de San Jacinto en el Valle de Humay (hoy distrito de Independencia, poblado de Zárate) y la Hacienda de Cinto en Castrovirreyna, Huancavelica. Se dedicaba al algodón entre otros cultivos. Hasta el día de hoy se reconoce su nombre en algunas zonas del departamento de Ica y algunos lo recuerdan en leyendas con el sobrenombre del "Brujo".
Fue hermano del doctor Pedro Alejandrino del Solar (1829-1909), quien se dedicó al servicio del Perú en las áreas de periodismo, la docencia, la diplomacia, en la aplicación de la Justicia, en la política para establecer la democracia, en la guerra como ardoroso combatiente. Tanto Manuel Vicente como Pedro Alejandrino lucharon en su momento contra el ejército chileno de ocupación. Sus últimos años los pasó con su última esposa, Gricelda Cáceda Corrales y sus menores hijos: María, Graciela y Enrique en la ciudad de Lima. Sus restos se encuentran en el mausoleo familiar en el  Cementerio Museo "Presbítero Matías Maestro" en el Cercado de Lima, Perú.

## Historia
El 27 de mayo de 1881 las tropas chilenas ocuparon Pisco, siguiendo el plan del General Patricio Lynch ya que en Pisco se encontraba fuertemente armado y con hombres a caballo el terrateniente Manuel Vicente del Solar Gabas, propietario de las haciendas algodoneras de San Jacinto en Pisco, departamento de Ica y Sinto en Castrovirreyna, departamento de Huancavelica. El ejército chileno estaba cosechando sus frutos al alentar la guerra civil entre peruanos. Esto se puede corroborar cuando el coronel Recavarren enfiló sus tropas al norte para combatir a Montero, mientras que el Coronel Santa María haría lo propio para atacar en los andes centrales a Cáceres. 
Ante el poderoso repliegue de las tropas chilenas en el puerto de Pisco, Manuel Vicente Del Solar se retiró con sus tropas a su hacienda de Sinto en Castrovirreyna. Sus tropas fueron llamadas los "montoneros". Manuel Vicente Del Solar tenía montadas múltiples defensas como las famosas "galgas", sistema indígena defensivo basado en la precipitación de grandes piedras desde las alturas en las angostas cañadas por donde se desplazaba el invasor chileno.
En estas circunstancias, siguiendo el llamado de su espíritu patriota y a la proclama nacional invocada por el General Andrés Avelino Cáceres en Huancayo, don Manuel Vicente Del Solar se enfrentó con éxito a la división chilena comandada por el coronel chileno Villagrán, quien tuvo que retirarse de Sinto sin cumplir el cometido de ingresar a Castrovirreyna. El enemigo solo ingresó cuando tuvo refuerzos y la tomó por asalto. Don Manuel Vicente del Solar se retiró a Arequipa, donde se encontró con su hermano Pedro Alejandrino.

## Familia
Don Manuel Vicente del Solar Gabás tuvo varios compromisos:
con Buenaventura Olivera
- - Corina del Solar Olivera (8 de noviembre de 1861 - ?)
  - Leonidas del Solar Olivera (1862 - 8 de noviembre de 1950 Pisco)
  - Pedro Pablo David del Solar Olivera (29 de junio de 1864 en Supe - 12 de mayo de 1934)
  - Jesús del Solar Olivera ( ? - 12 de noviembre de 1953)
  - Mercedes del Solar Olivera ( ? - 17 de mayo de 1950)
  - Pablo del Solar Olivera

con Rosaura Cáceda Corrales
(quien falleció al nacer su último hijo Gonzalo)
- - Vicente Benigno del Solar Cáceda
  - Juan Miguel del Solar Cáceda (Feb 14, 1900 en Pisco - 5 de marzo de 1991 en Pisco)
  - Guillermo del Solar Cáceda
  - Gonzalo del Solar Cáceda

con Griselda Cáceda Corrales
- - María Rosa del Solar Cáceda
  - Graciela del Solar Cáceda (Ica 1907- 1993)
  - Enrique Manuel del Solar Cáceda (Ica 1911 - Miami 1990)

con Martina Medina (Huamanga, Ayacucho)
- - Emilio del Solar Medina